# Alexandru Vidrighinescu
Alexandru Vidrighinescu (n. 23 decembrie 1885, Turcheș (Săcele), județul Brașov – d. ?, ?) a fost un delegat oficial al circumscripției orașului Ocna-Sibiului în Marea Adunare Națională de la Alba Iulia.

## Biografie
Alexandru Vidrighinescu, a studiat teologia, dar înainte de a fi hirotonit ca preot în Ocna-Sibiului, în august 1911, a făcut și un curs de notar, practicând această meserie în comuna sa natală. Din anul 1912 și până în anul 1927, luna septembrie a fost preot catehet neretribuit la Școala primară de stat din Ocna-Sibiului.

## Activitatea politică
În toamna lui 1918 a fost primul comandand de gardă națională din Ocna-Sibiului, formată din 160 de tineri. Între anii 1916-1918 a fost închis la Cluj și internat în orașul Zombor. Odată cu intrarea României în război a fost delegat cu secția de poliție locală, dar nu pentru mult timp, deoarece după două săptămâni a fost reținut de poliția ungară de graniță și închis la Cluj. Mama sa a fost și ea judecată tot la Cluj și întemnițată, lucru care i-a adus acesteia și moartea. Între anii 1918-1921 a fost șef al poliției locale, ajutor de primar și consilier orășenesc. În 1927 a intrat în rândul cadrelor active ale armatei, având garnizoana Bârlad și din 1938 garnizoana R-Vâlcea. În 1941 și 1942 a luat parte la război, împotriva bolșevicilor, la Odessa și la Don.